# Tchibanga
Tchibanga là một thành phố ở tỉnh Nyanga, miền nam Gabon. Vào năm 2008, dân số thành phố là 24.000 người.

## Khí hậu
Tchibanga có khí hậu xavan (phân loại khí hậu Köppen Aw).
| Dữ liệu khí hậu của Tchibanga           | Dữ liệu khí hậu của Tchibanga | Dữ liệu khí hậu của Tchibanga | Dữ liệu khí hậu của Tchibanga | Dữ liệu khí hậu của Tchibanga | Dữ liệu khí hậu của Tchibanga | Dữ liệu khí hậu của Tchibanga | Dữ liệu khí hậu của Tchibanga | Dữ liệu khí hậu của Tchibanga | Dữ liệu khí hậu của Tchibanga | Dữ liệu khí hậu của Tchibanga | Dữ liệu khí hậu của Tchibanga | Dữ liệu khí hậu của Tchibanga | Dữ liệu khí hậu của Tchibanga |
| Tháng                                   | 1                             | 2                             | 3                             | 4                             | 5                             | 6                             | 7                             | 8                             | 9                             | 10                            | 11                            | 12                            | Năm                           |
| --------------------------------------- | ----------------------------- | ----------------------------- | ----------------------------- | ----------------------------- | ----------------------------- | ----------------------------- | ----------------------------- | ----------------------------- | ----------------------------- | ----------------------------- | ----------------------------- | ----------------------------- | ----------------------------- |
| Trung bình ngày tối đa °C (°F)          | 31.2 (88.2)                   | 31.9 (89.4)                   | 32.5 (90.5)                   | 32.7 (90.9)                   | 31.4 (88.5)                   | 28.8 (83.8)                   | 27.8 (82.0)                   | 26.7 (80.1)                   | 28.8 (83.8)                   | 30.3 (86.5)                   | 30.5 (86.9)                   | 30.5 (86.9)                   | 30.3 (86.5)                   |
| Trung bình ngày °C (°F)                 | 26.8 (80.2)                   | 27.1 (80.8)                   | 27.5 (81.5)                   | 27.7 (81.9)                   | 26.8 (80.2)                   | 24.3 (75.7)                   | 23.3 (73.9)                   | 22.8 (73.0)                   | 25.0 (77.0)                   | 26.3 (79.3)                   | 26.4 (79.5)                   | 26.4 (79.5)                   | 25.9 (78.6)                   |
| Tối thiểu trung bình ngày °C (°F)       | 22.3 (72.1)                   | 22.3 (72.1)                   | 22.5 (72.5)                   | 22.6 (72.7)                   | 22.2 (72.0)                   | 19.8 (67.6)                   | 18.7 (65.7)                   | 18.8 (65.8)                   | 21.1 (70.0)                   | 22.3 (72.1)                   | 22.2 (72.0)                   | 22.3 (72.1)                   | 21.4 (70.5)                   |
| Lượng Giáng thủy trung bình mm (inches) | 176.2 (6.94)                  | 169.9 (6.69)                  | 205.9 (8.11)                  | 200.6 (7.90)                  | 104.7 (4.12)                  | 5.5 (0.22)                    | 0.1 (0.00)                    | 0.3 (0.01)                    | 6.0 (0.24)                    | 127.9 (5.04)                  | 272.5 (10.73)                 | 171.6 (6.76)                  | 1.441,2 (56.74)               |
| Số ngày giáng thủy trung bình           | 13.6                          | 14.5                          | 16.2                          | 14.8                          | 7.0                           | 0.7                           | 0.2                           | 0.4                           | 2.1                           | 14.1                          | 20.3                          | 15.1                          | 119.0                         |
| Độ ẩm tương đối trung bình (%)          | 81                            | 80                            | 79                            | 80                            | 81                            | 80                            | 78                            | 78                            | 77                            | 79                            | 81                            | 82                            | 80                            |
| Số giờ nắng trung bình tháng            | 137.2                         | 137.5                         | 146.6                         | 144.8                         | 116.9                         | 77.5                          | 80.1                          | 58.9                          | 43.2                          | 87.9                          | 112.6                         | 115.0                         | 1.258,2                       |
| Nguồn: NOAA                             |                               |                               |                               |                               |                               |                               |                               |                               |                               |                               |                               |                               |                               |

## Người nổi tiếng
- Annie-Flore Batchiellilys (sinh năm 1967) – ca sĩ và nhà soạn nhạc[2]